# 琴谱合璧
《琴谱合璧》，古琴谱。明万历三十七年楊掄撰辑。

## 琴谱介绍
四库全书版本中卷前为《太古遗音》部分，有谱有詞，共收古琴谱三十四首，后为《伯牙心法》部分，收曲二十九首，多有谱无詞。